# Trotteur belge
Le Trotteur belge (néerlandais : Belgische Draver) est une race de chevaux de type trotteur, originaire de Belgique. Très proche du Trotteur français, il dispose d'un stud-book, géré par la Fédération belge du trot.

## Histoire
La race est connue en Belgique francophone sous le nom de « Trotteur belge », et en Belgique néerlandophone sous celui de Belgische Draver,.
Il est décrit comme « le fils spirituel du Trotteur français », cette dernière race étant largement à l'origine des trotteurs belges actuels. Il est aussi influencé par le Trotteur Norfolk, le Trotteur américain, et le Trotteur allemand. À travers toutes ces races, le Trotteur belge est nettement imprégné par le Pur-sang.
L'association qui gère la race prend le nom de « Fédération belge du trot » en 1976.
La gestion du stud-book est attribuée par décret à la Fédération flamande pour Bookmakers (VFP) le 5 février 2009.

## Description
Il appartient à la famille des trotteurs. Très proche du Trotteur français, il peut néanmoins être plus petit et fin.
La sélection de la race est assurée par la fédération belge du trot. 

## Utilisations
Il est essentiellement destiné aux courses de trot. Comme tous les trotteurs, il peut être réformé vers d'autres activités équestres.

## Diffusion de l'élevage
La race est propre à la Belgique. L'étude menée par l'Université d'Uppsala, publiée en août 2010 pour la FAO, signalait le Trotteur belge comme race de chevaux locale européenne dont le niveau de menace est inconnu. D'après le site www.agris.be, les nouvelles naissances sont d'environ 1 200 par an, pour un cheptel de 3 000 juments poulinières. Le Trotteur belge est en revanche signalé comme menacé d'extinction sur la base de données DAD-IS, qui indique par ailleurs un cheptel de seulement environ 450 à 660 individus recensés en 2013. En 2012, Homéric signalait que le secteur des courses de trot est « exsangue » en Belgique.